# Jerry Siegel
Jerome "Jerry" Siegel, född 17 oktober 1914 i Cleveland, Ohio, död 28 januari 1996 i Los Angeles, Kalifornien, var en amerikansk serieskapare som skapade serien Stålmannen tillsammans med sin vän Joe Shuster.